# ONE NIGHT GIGOLO
「ONE NIGHT GIGOLO」（ワン・ナイト・ジゴロ）は、チェッカーズの16枚目のシングル。1988年3月21日発売。発売元はポニーキャニオン。

## 解説
西村知美が出演したライオンの洗顔料「ページワン」のCMソング。
当時ライオンは、チェッカーズがパーソナリティを務めるラジオ番組「おねがい!チェッカーズ」の提供スポンサーだった。
本作から8cmCD、シングル・カセット、シングル・レコードの3形態同時発売が開始される。
本作発売時期が、尾崎豊が覚せい剤取締法違反で逮捕された時期と近いこともあり、カップリング曲「TOY BOX」は『トイレの隅にでも隠しておくから』という歌詞が問題となり一時期放送禁止扱いとなった。
作詞者の藤井フミヤが2002年10月9日発売のセルフカバーアルバム「Re Take」にてセルフカバー。
2021年9月21日、バンドデビュー38周年当日、公式YouTubeチャンネルにて、本作のミュージック・ビデオが公開された。

## 「とんねるずのみなさんのおかげです」コント
フジテレビ系「とんねるずのみなさんのおかげです」のコント「ノリ男」にて、主人公の中学生・ノリ男（木梨憲武）が、
「あ～っ！僕の歌だ～っ!!」の台詞とともに、本曲の前奏で踊った後、出だしの「Kill you」を歌った直後に同級生役のチェッカーズあるいは教師役の石橋貴明に頭をスリッパで叩かれるというギャグがあった。
また、木梨はチェッカーズの日本武道館ライブに乱入して、当曲のギャグを披露した事もあり、この模様も番組の中で放送されている。

## 収録曲
1. ONE NIGHT GIGOLO
  - 作詞：藤井郁弥 / 作曲：武内享 / 編曲：THE CHECKERS FAM.
2. TOY BOX
  - 作詞：藤井郁弥 / 作曲：鶴久政治 / 編曲：THE CHECKERS FAM.